# Leptocerus gracilis
Leptocerus gracilis är en nattsländeart som först beskrevs av Georg Ulmer 1912.  Leptocerus gracilis ingår i släktet Leptocerus och familjen långhornssländor. Inga underarter finns listade i Catalogue of Life.